# Leuchtturm Kap Kolka
Der Leuchtturm Kap Kolka (lettisch Kolkas bāka) steht nördlich von Kap Kolka (deutsch Kolken oder auch Domesnäs) auf einer künstlichen Insel. Er sichert den östlichen Teil der Irbenstraße am Übergang zum Rigaer Meerbusen vor dem nördlichsten Punkt der Kurlandhalbinsel. Hier ist der gefährlichste Ort für die Schifffahrt und auf dem vorgelagerten Meeresgrund liegen mehr Schiffswracks als irgendwo sonst in der Ostsee.
Der Leuchtturm befindet sich an dieser Stelle seit 1875, als es hier einen temporären, hölzernen Turm gab. 1884 wurde der heutige Leuchtturm auf einer künstlich angelegten Insel am Ende einer 6 km langen, für die Schifffahrt gefährlichen Untiefe erbaut. Zum Zeitpunkt des Baus war sie nur 5 km vom Ufer entfernt, aber das Meer spült permanent den Strand fort. Die Steine für den Bau der künstlichen Insel wurden im Winter 1873–1875 von Vīdale über den zugefrorenen Bažu-Sumpf und auch von Saaremaa (Estland) mit Lastkähnen herbeigeschafft.
1883 wurde der temporäre hölzerne Leuchtturm durch einen dauerhaften rot gestrichenen Metallturm ersetzt, der in St. Petersburg im Metallwerk hergestellt wurde. Eine Dampfsirene wurde aus Frankreich geliefert und in einem speziellen Zelt in der Nähe des Leuchtturms installiert. 1979 wurde der Leuchtturm in den Automatikbetrieb überführt und von einem Atomreaktor angetrieben.
Seit Januar 2016 ist der gesamte Leuchtturmkomplex als „Technisches Kulturdenkmal“ № 9010 eingetragen.
Die Insel ist ein beliebter Rastplatz für wandernde Seevögel, insbesondere Möwen und Kormorane.

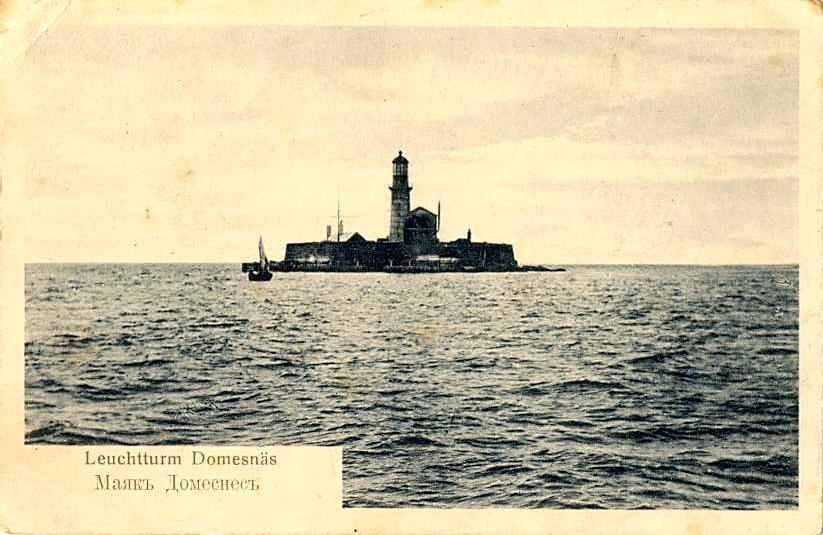
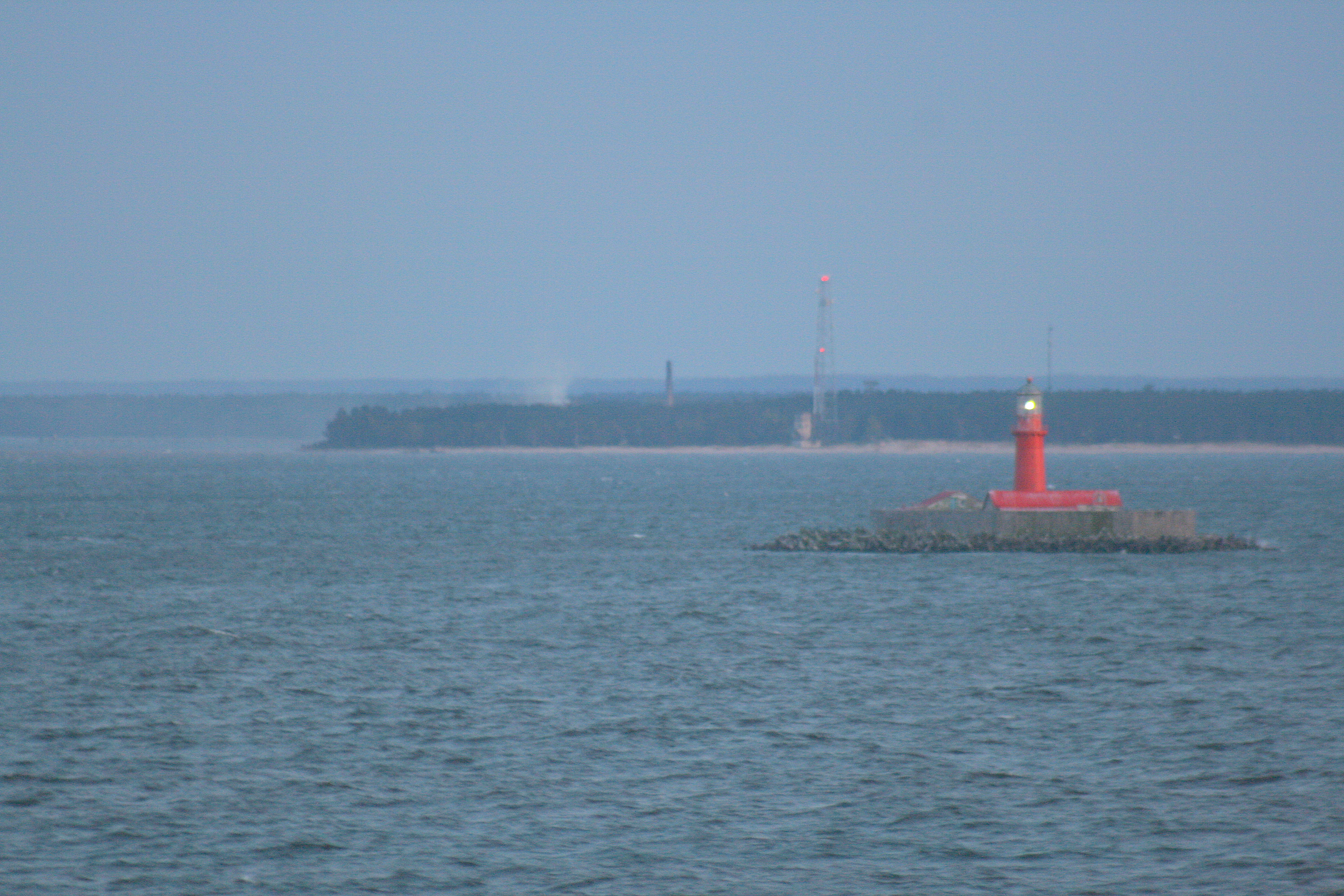
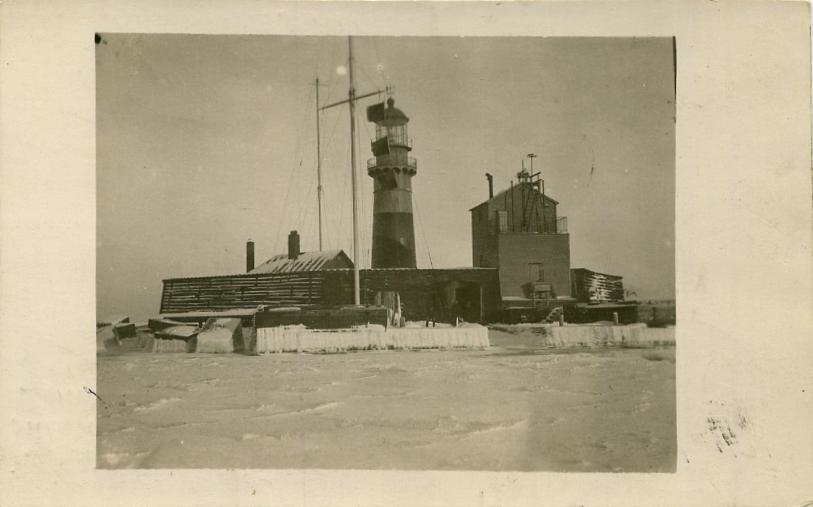